# Mijnheer de Saint-Loup
Mijnheer de Saint-Loup is het derde deel van de stripreeks De Alchemist van de hand van scenarioschrijver Hubert Boulard en tekenaar Hervé Tanquerelle.

## Verhaallijn
Léonora von Stock leest in de memoires van haar vader Leopold von Stock over gebeurtenissen toen hij ambassadeur was van Graaf Terim in een belegerde stad. De stad was belegerd door troepen van keizer Napoleon. De door Vauban gebouwde stad was niet zomaar in te nemen. Napoleon stuurt mijnheer de Saint-Loup en de Pythia Inge (de oudste van de twee zussen) en Sofia (met een gave de toekomst te voorspellen) uit Delft. Door hun machinaties lukt het de inwoners van de stad de stuipen op het lijf te jagen. Mijnheer de Saint-Loup sterft aan het kruis. Sofia trouwt met de ambassadeur. Inge trouwt met de generaal van Napoleons leger.